# Ketron-sziget
A Ketron-sziget az Amerikai Egyesült Államok északnyugati részén, Washington állam Pierce megyéjében elhelyezkedő sziget és statisztikai település. A 2010. évi népszámlálási adatok alapján 17 lakosa van.
A sziget csak kompon közelíthető meg.
2018. augusztus 10-én a Richard Russell a Seattle–Tacoma nemzetközi repülőtérről ellopta a Horizon Air egy üres Q400-as típusú repülőjét, mellyel a Ketron-szigeten lezuhant. A balesetben a 29 éves Russell életét vesztette.

## Történet
George Vancouver 1792 májusában érkezett a szigetre, melynek névadója William Kittson, a Hudson’s Bay Company munkatársa. A Ketron a Charles Wilkes térképészei általi elírásból származik.
1946-ban egy vállalkozó 200 lakóházat kívánt építeni a szigeten, azonban a szennyvízhálózat kiépítésének költségei miatt a projekt nem valósult meg.

## Népesség
A sziget népességének változása:
| Lakosok száma | 24   | 17   | 20   |
|               | 2000 | 2010 | 2020 |

## Fordítás
- Ez a szócikk részben vagy egészben  a   Ketron Island, Washington című angol Wikipédia-szócikk ezen változatának fordításán alapul.  Az eredeti cikk szerkesztőit annak laptörténete sorolja fel. Ez a jelzés csupán a megfogalmazás eredetét és a szerzői jogokat jelzi, nem szolgál a cikkben szereplő információk forrásmegjelöléseként.